# Veltruby
Veltruby jsou obec ležící v okrese Kolín. Mají přibližně 1 500 obyvatel a jejich katastrální území má rozlohu 939 ha. V roce 2011 zde bylo evidováno 546 adres. Nalézají se asi 4 km severně od okresního města Kolín.
Veltruby je také název katastrálního území o rozloze 6,5 km².

## Části obce
- Veltruby
- Hradišťko I

## Historie
První písemná zmínka o obci pochází z roku 1388.

### Územněsprávní začlenění
Dějiny územněsprávního začleňování zahrnují období od roku 1850 do současnosti. V chronologickém přehledu je uvedena územně administrativní příslušnost obce v roce, kdy ke změně došlo:
- 1850 země česká, kraj Pardubice, politický i soudní okres Kolín[6]
- 1855 země česká, kraj Čáslav, soudní okres Kolín
- 1868 země česká, politický i soudní okres Kolín
- 1939 země česká, Oberlandrat Kolín, politický i soudní okres Kolín[7]
- 1942 země česká, Oberlandrat Praha, politický i soudní okres Kolín[8]
- 1945 země česká, správní i soudní okres Kolín[9]
- 1949 Pražský kraj, okres Kolín[10]
- 1960 Středočeský kraj, okres Kolín
- 2003 Středočeský kraj, obec s rozšířenou působností Kolín

### Rok 1932
V obci Veltruby (1046 obyvatel, katol. kostel) byly v roce 1932 evidovány tyto živnosti a obchody: holič, 4 hostince, kolář, košíkář, kovář, 2 krejčí, 2 obchody s mlékem, 3 obuvníci, 2 pekaři, porodní asistentka, řezník, 6 obchodů se smíšeným zbožím, spořitelní a záložní spolek pro Veltruby a Hradiško, švadlena, 2 tesařští mistři, 2 trafiky, 2 truhláři, velkostatek Zikmund Robitschek, 2 zahradníci, zámečník.
V obci Hradištko (375 obyvatel, samostatná obec se později stala součástí Veltrub) byly v roce 1932 evidovány tyto živnosti a obchody: 2 hostince. kovář, 5 rolníků, trafika, 2 obchody se smíšeným zbožím, spořitelní a záložní spolek v Hradištku, truhlář, zahradník.

## Přírodní poměry
Severozápadně od vesnice leží přírodní rezervace Veltrubský luh.

## Památky v obci
- Kostel Nanebevzetí Panny Marie – novobarokní kostel z 50. let 19. století
- Boží muka pod památnou lípou
- Výklenková kaple na návsi
- Další výklenková kaple u silnice do Kolína

## Doprava
Dopravní síť
- Pozemní komunikace – Územím obce prochází dálnice D11 s exitem 42. Obcí prochází silnice II/125
- Železnice – Obec Veltruby leží na železniční trati 231 Praha - Čelákovice - Lysá nad Labem - Nymburk - Poděbrady - Kolín. Je to dvoukolejná elektrizovaná celostátní trať zařazená do evropského železničního systému, doprava byla v úseku Kolín - Nymburk zahájena roku 1870.

Veřejná doprava 2011
- Autobusová doprava – Obcí vedla příměstská autobusová linka Kolín-Velký Osek-Sány (v pracovních dnech 5 spojů) (dopravce Okresní autobusová doprava Kolín, s. r. o.) a MHD KOLÍN linka 9 (v pracovních dnech 5 spojů) (dopravce Veolia Transport Východní Čechy, a. s.).
- Železniční doprava – Po trati 231 vede linka S2 (Praha - Nymburk - Kolín) v rámci pražského systému Esko. V železniční zastávce Veltruby zastavovalo v pracovních dnech 23 párů osobních vlaků, o víkendech 20 párů osobních vlaků. Rychlíky a spěšné vlaky zastávkou projížděly.

## Fotogalerie

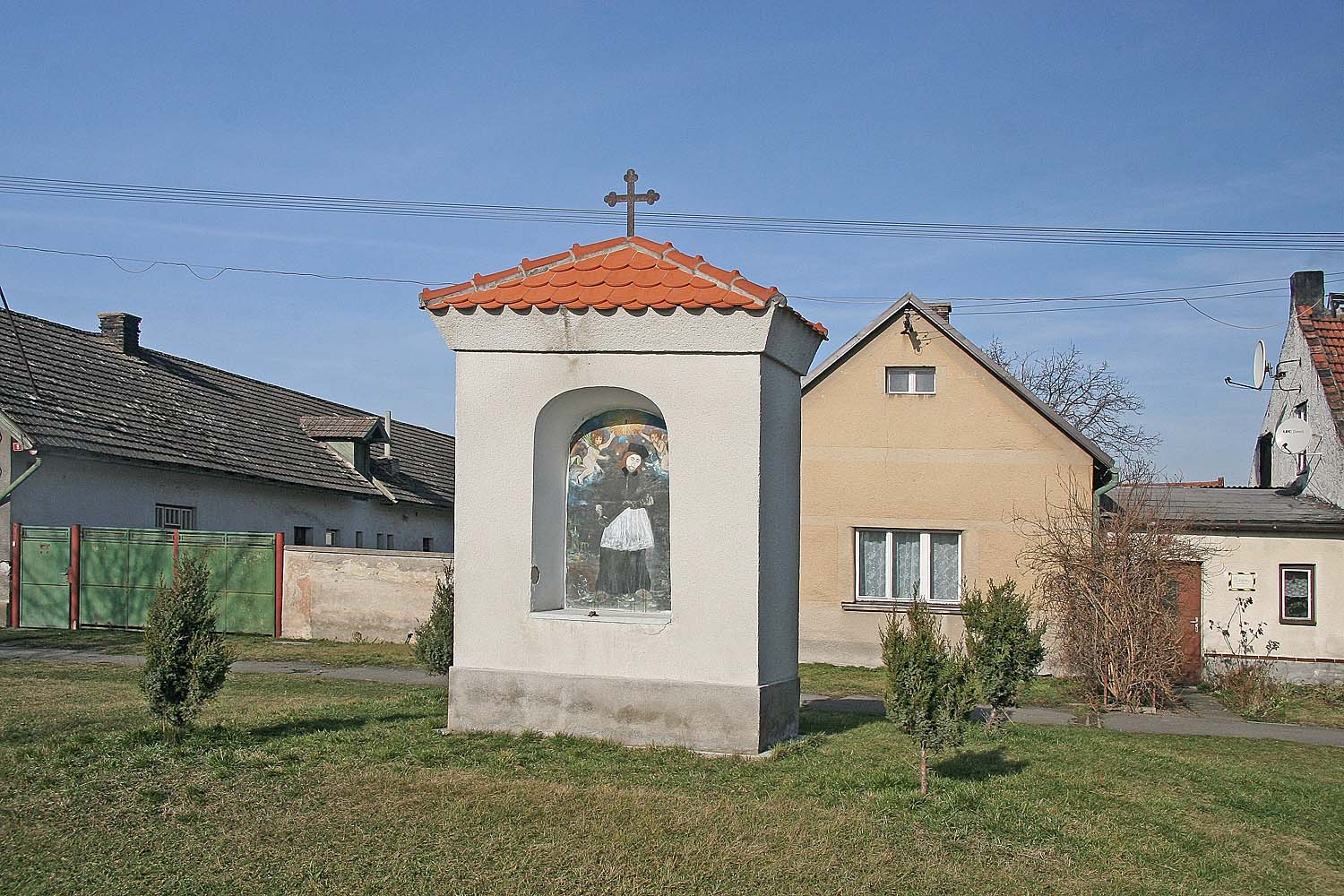
Výklenková kaplička na návsi ve Veltrubech
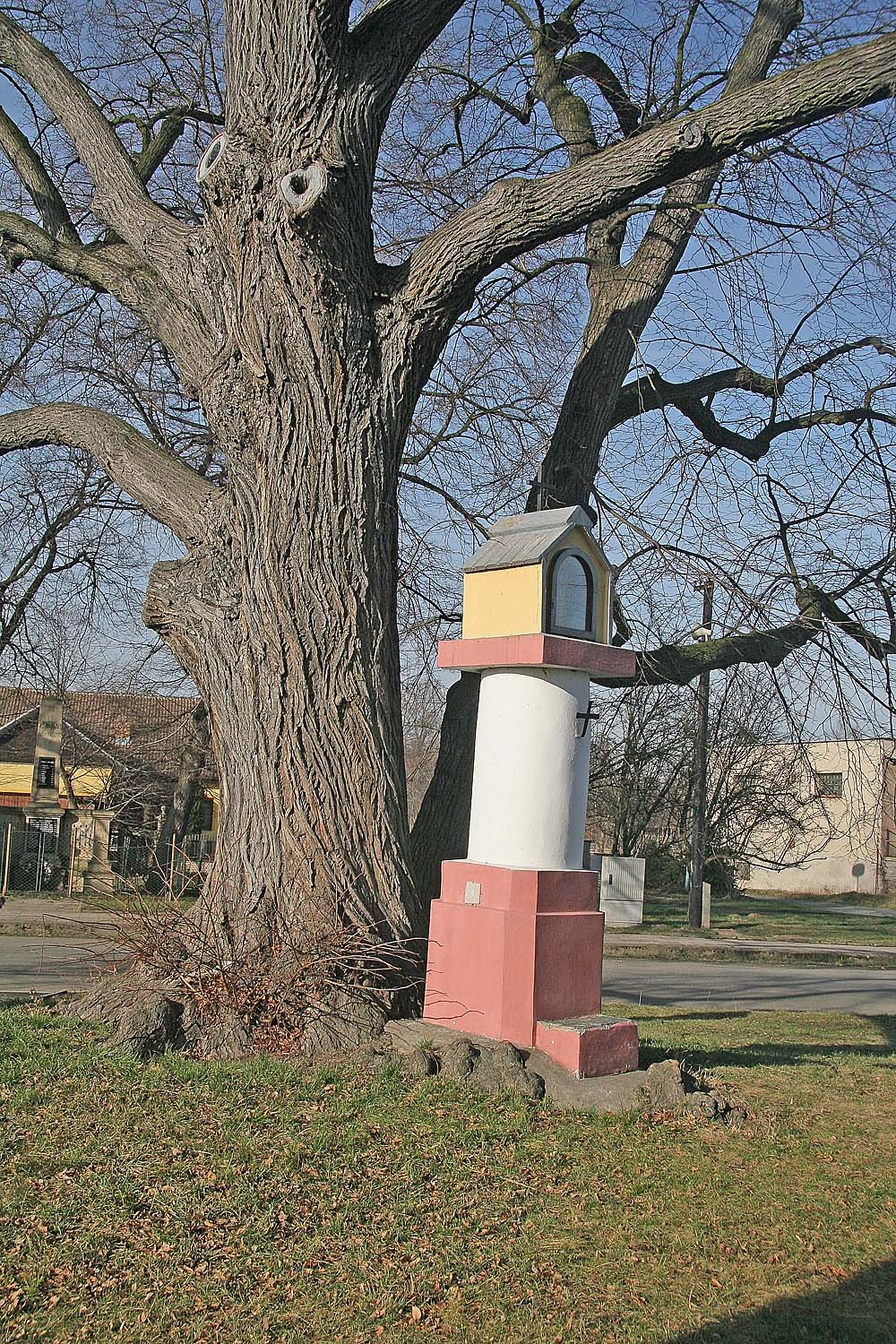
Boží muka pod památnou lípou